# Abdij van Woutersbrakel

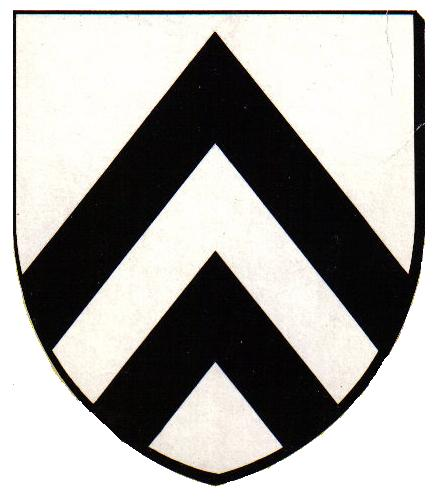
Wapen van de abdij.

De cisterciënzerinnenabdij van Woutersbrakel was van 1224 tot 1796 een klooster van de cisterciënzerinnen in Woutersbrakel (tegenwoordig een deelgemeente van Kasteelbrakel) in België.

## Geschiedenis
In 1224 werd in Woutersbrakel het klooster Laus Deo gesticht, dat Claire de la Barre (-1247) uit de abdij van Beaupré als eerste abdis had. In 1439 werd in de directe nabijheid de cisterciënzerabdij van Nizelles gevestigd. In 1796 viel het klooster aan de Franse Revolutie ten prooi, zodat men vandaag de dag vrijwel geen overblijfselen meer op deze plaats vindt. Slechts een keldercomplex uit het 2e kwart van de 18e eeuw bestaat nog, evenals een muurrestant .
Het klooster vond evenwel een zekere voortzetting in de cisterciënzerinnenabdij van Colen, in zoverre dat de laatste overlevende non van Woutersbrakel, Maximilienne Guillaume, de stichtster van de abdij van Colen werd.